# Amt Artlenburg
Das Amt Artlenburg war ein historisches Verwaltungsgebiet des Königreichs Hannover.

## Geschichte
Das Amt Artlenburg wurde erst 1815 gebildet. Es umfasste die linkselbischen Marschengebiete des auf dem Wiener Kongress an Preußen bzw. Dänemark angetretenen Herzogtums Lauenburg. In Artlenburg wurde für sie 1815 eine Amtsverwaltung eingerichtet. Die geplante Vereinigung mit dem benachbarten Amt Scharnebeck kam nicht zustande. Stattdessen wurde der Amtsbezirk 1852 um die Dörfer Barum, Brietlingen, Bütlingen, Bullendorf, Echem und Lüdershausen (aus dem Amt Scharnebeck), Sankt Dionys und Dreckharburg (aus dem Amt Winsen (Luhe)) sowie das aufgehobene Patrimonialgericht Obermarschacht vergrößert. 1859 wurde das Amt aufgehoben und in das Amt Lüne eingegliedert, nachdem es zuvor schon von dort aus verwaltet worden war.

## Umfang
Bei seiner Aufhebung (1859) umfasste das Amt folgende Gemeinden:
| - Artlenburg - Avendorf - Barum - Barförde | - Brietlingen - Bütlingen - Sankt Dionys - Dreckharburg | - Echem - Hittbergen - Hohnstorf - Lüdershausen | - Marienthal - Obermarschacht - Sassendorf - Tespe |

- Karte mit allen verlinkten Seiten:
- OSM |
- WikiMap

## Amtmänner
- (1818) 1824–1837: Eberhard Christian Compe, Interimsadministrator, Amtsassessor
- 1828–1836: Ludwig August Schlüter, Amtsassessor
- 1837–1838: Friedrich Carl Heinrich Lodemann, Amtsassessor
- 1838–1852: Georg Heinrich Meyer, Amtasessor
- 1853–1857: Heinrich Holtzermann, Amtmann
- 1858–1859: vom Amt Lüne aus verwaltet